# Yoho ahoY
『ヨーホー!アホイ!』（Yoho Ahoy）は、イギリスのテレビアニメ。2000年放送開始。

## 物語
お宝を求めて大海原を旅するちびっ子海賊の日常を描いた物語である。台詞は「ヨーホー」と「アホイ」の二言で統一。

## 海賊達
ビルジ
イメージカラーはブルー。とても威張りん坊な船長。左足を失った。モチーフはフック船長。
グロッグ
イメージカラーはイエロー。両腕を失った男。料理担当で、普段は厨房にいる。
ジョーンズ
イメージカラーはグリーン。骸骨型の海賊。
カトラス
イメージカラーはオレンジ。ビルジの子分で左目がない。
プランク
プープ
寝ることが好きな男。
スワブ
イメージカラーはパープル。イヤリングをつけた女海賊。
プランダー
イメージカラーはパープル。男勝りな女海賊。
ブーティー
お嬢様風の女海賊。
フラミンゴ

## スタッフ
- エクゼクティブプロデューサー - Theresa Plummer-andrews
- シリーズ構成 - Mark Slater
- キャラクターデザイン - Mole Hill
- 美術監督 - Sarah Thornhill
- 編集 - Joss Cope
- 音響効果 - John Tackley
- 音楽 - John Tackley
- 人形製作 - Maggie Haden、Richard Blakey
- プロデューサー - Julian Roberts
- プロダクションマネージャー - Simi Mougne
- 監督 - Mark Slater
- 制作 - BBC

| スタブアイコン | サブスタブ | この項目は、まだ閲覧者の調べものの参照としては役立たない、アニメに関連した書きかけの項目です。この項目を加筆・訂正などしてくださる協力者を求めています（P:アニメ/PJ:アニメ）。 |